# Brisingamen
Na mitologia nórdica, Brisingamen é um colar da deusa da beleza e do amor Freya. Os poucos que o viram juraram que o artefato é o mais bonito sobre o qual já colocaram os olhos. Os anões Alfrigg, Berling, Dvalin e Grer são quatro irmãos mestres-ferreiros que forjaram o Brisingamen. Esse colar podia ser usado tanto no pescoço como também na cintura. Os quatro anões representam os quatro pontos cardeais, e o colar representa o conhecimento das forças ocultas. Em uma deturpação eclesiástica, para consegui-lo a deusa do amor passou uma noite com cada um dos anões, como é narrado de forma completa na Sottr Thattr, escrita por cerca do ano 1400.

## História

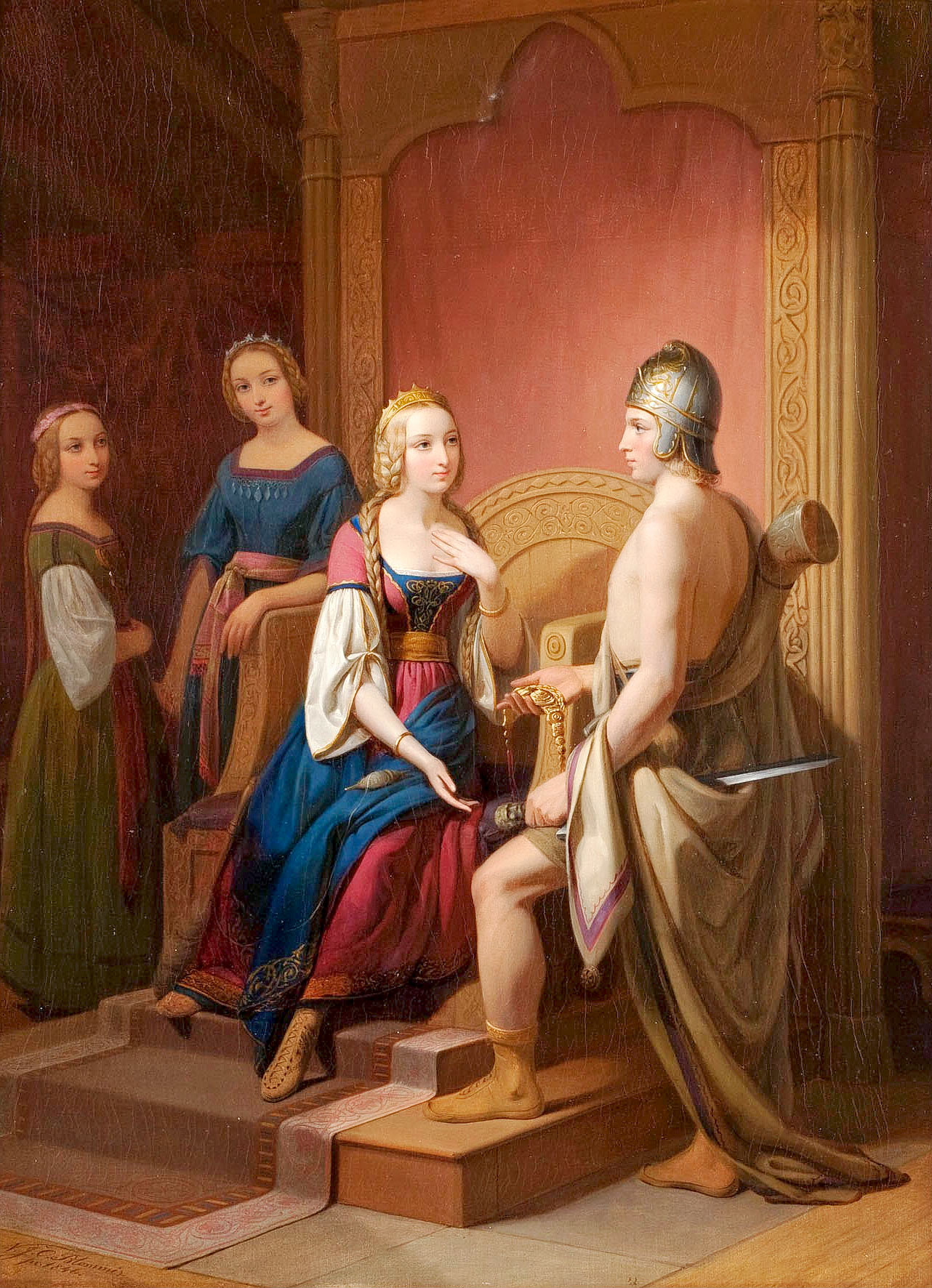
Heimdall devolve Brisingamen a Freya

Freya teve o seu colar roubado por Loki. Ele se escondeu em Dreun, lugar onde os mortos ficam e somente os deuses podem ir e depois retornar. Lá escondeu a jóia para que Freyja nunca a encontrasse. Hearhden, o poderoso ferreiro dos deuses, ficou muito abalado com toda a história, já que todas as almas partilhavam da tristeza de Freyja e a escuridão estava em torno dela. Ele decide ajudá-la. Recuperou a jóia e devolveu a ela. Quando ela foi sair de Dreun, Hulda não deixou. Para que ela pudesse partir, ela teria que dar algo dela para Hulda. Por não querer se livrar da sua tão preciosa jóia, Freya fez um trato com Loki. 
O contrato dizia que o Brisingamen ficaria durante seis meses com Freya e Loki ficaria com ele durante os outros seis meses do ano. Enquanto Loki fica com Brisingamen, Freya fica angustiada e cai novamente em desespero, trazendo mais uma vez a escuridão a sua volta. Para esconder suas lágrimas, toda luz, toda vida e todas as criaturas se juntam a ela em seu terrível destino. Por isso que, na metade da roda do ano, quando Loki está com o Brisingamen, Freyja fica desesperada, a escuridão desce e o mundo torna-se frio e gélido (inverno). Na outra metade do ano, quando Freya recebe novamente sua jóia, não há limites para sua felicidade, então a escuridão é substituída pela Luz e o mundo torna-se quente mais uma vez (verão).